# Jacques de Bourgogne
Jacques de Bourgogne (néerlandais : Jakob van Burgund), né vers 1520 et mort en 1557, seigneur de Fallais et de Brigdamme, était un noble wallon, correspondant notable de Jean Calvin.

## Origines familiales
Philippe le Bon (31 juillet 1396-15 juin 1467), a pour fils bâtard Baudouin de Bourgogne (v. 1446–1508), qui a pour fils Charles de Bourgogne (d), premier du nom (v. 1491-1538), chambellan de l'empereur Charles V. Il était pair du comté de Hainaut, seigneur de Brigdamme, Fallais, Ham-sur-Sambre, Lovendegem, Somerghem, Baudour et Fromont. 
Charles de Bourgogne épouse Marguerite de Werchin (morte en 1558), fille de Yolande de Luxembourg (morte le 7 mai 1534) — elle-même fille de Jacques de Luxembourg (mort le 20 août 1487) et d’Isabelle de Roubaix (morte le 25 mai 1502) —, et de Nicolas de Werchin (1470-10 juillet 1513), descendant de Jean de Werchin, poète et sénéchal du Hainaut au XIVe siècle. Charles et Marguerite ont sept à huit enfants, dont Jacques est le premier,.

## Mariages
Il épousa Yolande de Bréderode, avec qui il eut deux garçons. À sa mort en 1557, il épouse Isabelle de Rymerswale (dite aussi Élisabeth de Romersval), qui accoucha de Jeanne de Bourgogne (parfois appelée Jeanne-Isabelle ou Jeanne-Élisabeth). Tous ses enfants sont morts jeunes. À la mort de Jacques, Isabelle de Rymerswale épousa ensuite Baudouin de Bergues, bâtard du duc de Juliers.